# ناگاساکی ۵۷۹۰
سیارک ۵۷۹۰ (به انگلیسی: 5790 Nagasaki، نامگذاری:9540P-L) پنج هزار و هفتصد و نودمین سیارک کشف شده‌است که در ۱۷ اکتبر ۱۹۶۰ کشف شد.
قدر مطلق سیارک برابر ۱۴٫۰۰ است.